# Klauselerteilungsklage
Die Klauselerteilungsklage ist vom Gläubiger zu erheben, wenn der Rechtspfleger im Klauselerteilungsverfahren die Erteilung einer qualifizierten Vollstreckungsklausel ablehnt, weil die erforderlichen Nachweise nicht durch öffentliche oder öffentliche beglaubigte Urkunden geführt werden können (§ 731 Zivilprozessordnung). Innerhalb der Klauselerteilungsklage kann der Gläubiger dann die Voraussetzungen für die Vollstreckungsklausel ohne Beschränkung der Beweismittel auf öffentliche oder öffentlich beglaubigte Urkunden führen. Es handelt sich um ein normales Klageverfahren, das unter Umständen über drei Instanzen zu führen ist.